# 龍溪壩
龍溪壩，是臺灣的一座攔河堰，由台灣電力公司管理，位於花蓮縣秀林鄉山區的木瓜溪支流龍溪（巴托蘭溪）上，中央山脈的奇萊山山腳下，功能為匯集木瓜溪水系上游之溪水供龍澗發電廠水力發電之用。

## 簡介
龍溪壩大壩工程於1959年（民國48年）6月竣工，壩高29.5公尺，壩長38公尺，係一混凝土重力壩，上設有3座高10.7公尺、寬8.5公尺的弧形閘門，形成21萬立方公尺的調整池。主要功能為攔截龍溪的溪水、龍溪電廠發電後的尾水，以及匯集奇萊引水隧道所引木瓜溪上游溪水（包括林溪、檜溪、奇萊溪、天長溪、磐石溪等支流）後，提供下游的龍澗發電廠發電之用。而龍澗發電廠發電後的尾水，更可以繼續提供下游的水簾、銅門、榕樹、初英等水力發電廠尖峰運轉發電，最後溪水排入吉安圳供灌溉使用，故龍溪壩為木瓜溪水力發電廠之樞紐。

## 奇萊引水工程
龍溪壩完工後，出現水壩滲漏的問題。龍溪溪水在進入調整池前即潛入地下形成伏流，使水壩攔截不到溪水。為了解決此一問題，以增加龍澗發電廠的發電量，1960年乃在於龍溪壩的上游避開漏水河段，完成「小龍澗壩」（後來簡稱為「小龍壩」），將龍溪的溪水利用隧道直接導入龍溪壩。1977年，奇萊引水工程由榮工處承做，計畫利用木瓜溪更上游的河段，包括檜溪、林溪、奇萊溪、天長溪及盤石溪等五條支流，興建數座攔水壩，分別興築檜溪壩、林溪壩、奇萊壩、天長壩、磐石壩、小龍壩等六座小型攔水壩，再以開鑿一條全長十四點六公里的引水隧道引到下游的龍溪壩，整體工程於1984年宣告完成。

## 鄰近景點
- 能高越嶺道

## 外部連結
- （繁體中文）經濟部水利署北區水資源局- 龍溪壩